# Пъдарчовица
Пъдарчовица или Панаирска ливада е планинска седловина (проход) в Югозападна България и Северна Гърция, между планините Славянка (Алиботуш) на запад и Стъргач на изток. През нея минава българо-гръцката граница.
Разположена е на около 720 m надморска височина, на километър южно от Нова Ловча, на изток от връх Свети Константин в Славянка и на запад от Асанов връх в Стъргач. Дъното на седловината е широко и плоско – част от старата долинна система на Палеоместа. Състои се от неогенски седименти. Западните склонове са много стръмни. Почвите са делувиално-ливадни и хумусно-карбонатни.